# Теорема Атії — Зінгера про індекс
В диференційній геометрії, теорема Атія–Зінгера про індекс, яку довели Майкл Атія і Ізадор Зінгер (1963), стверджує, що для еліптичного диференційного оператора над замкнутим многовидом, аналітичний індекс (який має відношення до розмірності простору рішень) дорівнює топологічному індексу (що визначається на основі деяких топологічних даних). Вона містить багато інших теорем, серед яких Теорема Рімана — Роха, що є особливими випадками, і має застосування в теоретичній фізиці.

## Історія
Задача про індекс для еліптичних диференційних операторів була запропонована Ізраїлем Гельфандом (1960). Він помітив гомотопічну інваріантність індексу, і стверджував про необхідність знайти формулу для нього за допомогою топологічних інваріантів.

## Див також
Рівняння Дірака
Спінор